# Kalist I.
Kalist I., papa od 217. do 222.

## Životopis
U mladosti je bio rob, teško je živio, radio je u rudnicima u Sardiniji. Njega i ostale kršćane, oslobodila je ropstva, Marcela, žena rimskog cara Komoda. 
Kasnije je postao đakon, savjetnik pape Zefirina, a nakon smrti Zefirina 217. je postao papa. Dozvolio je pokajanje i ponovno pomirenje s Crkvom, onih koji su smrtno sagriješili, osobito kad je riječ o preljubu. U tadašnjoj praksi, naime, smrtnim su se grijesima smatrali preljub, ubojstvo, i otpad od vjere, te za njih nije bilo predviđeno pokajanje dok papa Kalist I. nije to promijenio. Zbog toga, Hipolit, 217. postaje vođom prve raskolničke skupine u rimskoj Crkvi, te prvi protupapa u povijesti. Raskol će se nastaviti za pontifikata pape Urbana I. i pape Poncijana. Temeljni cilj Hipolitove skupine bio je nastavak stroge pokorničke prakse u Crkvi, a po svojim općim značajkama, skupina je bila tradicionalistička i protiv promjena. Hipolit se kasnije pomirio s Crkvom i postao svetac.
Papa je dao sagraditi crkvu Svete Marije na Trasteveru koja je ujedno i prva crkva posvećena Bogorodici. Također je nastavio s uređenjem katakomba koje su nazvane katakombe sv. Kalista. U tim katakombama je kasnije pokopano četrdeset šest papa i oko dvjesto tisuća kršćana. Tek je 1960. godine prilikom arheoloških iskapanja na groblju Calepodio, blizu via Aurelia, pronađen Kalistov grob.
Kalist I. bio je mučen i ubijen zbog kršćanske vjere. Slavi se kao svetac, a spomendan mu je 14. listopada.